# Бусто, Мирко
Мирко Бусто (итал. Mirko Busto, родился 8 декабря 1976 года в Сомма-Ломбардо) — итальянский политик, депутат Палаты депутатов Италии от Движения пяти звёзд.

## Биография
Получил образование в инженерии окружающей среды, доктор философии по производственным системам. Сотрудник Объединённого исследовательского центра Европейского союза. Избран в Палату депутатов 19 марта 2013 года по итогам парламентских выборов от II избирательного округа провинции Пьемонт 2. С 7 мая 2013 года — член VII комиссии (по культуре, науке и образованию).